# Bassaniodes clavulus
Bassaniodes clavulus is een spinnensoort uit de familie van de krabspinnen (Thomisidae).
De wetenschappelijke naam van de soort werd in 1987 als Psammitis clavulus gepubliceerd door Jörg Wunderlich.